# Сентиметивные части речи
Сентиметивные части речи («особые части речи») — лексически несамостоятельные слова, имеющие в языке не номинативную функцию (они не называют предметы, свойства или отношения), а лишь выражающие эмотивное и модальное созначение внутри синтаксемы. Противопоставляются знаменательным или самостоятельным и служебным словам. Они превосходят знаменательные слова частотностью употребления, в большинстве случаев пополняясь за их счет.

## Состав

Сентиметивные слова на круговой схеме частей речи

Ядро сентиметивных частей речи составляют междометия и звукоподражания (звукоподражательные слова). Также к ним приближаются модальные частицы и модальные слова.

## История названия
Части речи, которые в первой половине XX века в отечественном языкознании было принято оставлять за пределами классификаций, позже стали объединять в так называемые «особые» и даже «маргинальные» части речи. И если второе наименование за счет своей яркой эмоциональной коннотации не получило широкого распространения в научном сообществе, то дефиниция «особые» попала даже в учебники по русскому языку для средних общеобразовательных учреждений, став «общим местом» в этом открытом вопросе морфологии. Вместе с тем понятие «особый» многозначно, и ни одно из его значений, предложенных в словарях, не обладает свойствами терминологической дефиниции, особенно в противопоставлении двум другим группам частей речи: самостоятельным (знаменательным) и служебным, в то время как противопоставлением по функциональным признакам словам-наименованиям (самостоятельным словам) и словам служебным являются слова-отношения, или слова-эмотивы, то есть так называемые «сентиметивные слова» — слова, отвечающие за передачу «чувств» (от лат. Sentimentum — чувство), «эмоций» и «модальных надстроек».

## Грамматические признаки
Для сентиметивных частей речи характерны следующие признаки:
1) основная синтаксическая функция — образуют собой нечленимое предложение и могут выступать в роли вводных компонентов;
2) отсутствие обычных форм словообразования и словоизменения (преимущественно неизменяемы); общее в грамматике — повторы;
3) наличие категориального, отсутствие лексического значения (десемантизация); выражение содержания (значения) разнообразной и богатой интонацией в речи, обязательное наличие в семантике эмоциональной семы («эмоциональное созначение»).